# Orthaea stipitata
Orthaea stipitata là một loài thực vật có hoa trong họ Thạch nam. Loài này được (Luteyn) Luteyn mô tả khoa học đầu tiên năm 1987.